# رموز البلدان ب
رموز البلدان B القائمة التالية تحتوي على رموز البلدان التي تبتدأ بحرف B.

## جزر البهاما
| أيزو 3166-1 رقمي 044                                         | أيزو 3166-1 حرفي-3 BHS                            | أيزو 3166-1 حرفي-2 BS                              | رمز مطار منظمة الطيران المدني الدولي بادئة(es) MY          |
| قائمة مفاتيح الهاتف لدول العالم +1 242                       | قائمة رموز بلدان اللجنة الأولمبية الدولية BAH     | النطاق الأعلى في ترميز الدولة .bs                  | منظمة الطيران المدني الدولي تسجيل الطائرات. بادئة (es) C6- |
| الهوية الدولية لمشترك الجوال رمز البلد في الهاتف المحمول 364 | قائمة رموز أعضاء حلف الناتو رمز من ثلاثة حروف BHS | قائمة رموز أعضاء حلف الناتو رمز من حرفين (قديم) BF | مكتبة الكونغرس مارك (نظام فهرسة) BF                        |
| أرقام الهوية البحرية 308, 309, 311                           | قائمة رموز الاتحاد الدولي للاتصالات BAH           | رموز معايير معالجة المعلومات الفيدرالية BF         | رمز تسجيل المركبات الدولي BS                               |
| GTIN بادئة (es) —                                            | رمز برنامج الأمم المتحدة الإنمائي BHA             | المنظمة العالمية للأرصاد الجوية رمز البلد BA       | بادئة نداء الاتحاد الدولي للاتصالات C6A-C6Z                |

## البحرين
| أيزو 3166-1 رقمي 048                                         | أيزو 3166-1 حرفي-3 BHR                            | أيزو 3166-1 حرفي-2 BH                              | رمز مطار منظمة الطيران المدني الدولي بادئة(es) OB           |
| قائمة مفاتيح الهاتف لدول العالم +973                         | قائمة رموز بلدان اللجنة الأولمبية الدولية BRN     | النطاق الأعلى في ترميز الدولة .bh                  | منظمة الطيران المدني الدولي تسجيل الطائرات. بادئة (es) A9C- |
| الهوية الدولية لمشترك الجوال رمز البلد في الهاتف المحمول 426 | قائمة رموز أعضاء حلف الناتو رمز من ثلاثة حروف BHR | قائمة رموز أعضاء حلف الناتو رمز من حرفين (قديم) BA | مكتبة الكونغرس مارك (نظام فهرسة) BA                         |
| أرقام الهوية البحرية 408                                     | قائمة رموز الاتحاد الدولي للاتصالات BHR           | رموز معايير معالجة المعلومات الفيدرالية BA         | رمز تسجيل المركبات الدولي BRN                               |
| GTIN بادئة (es) 608                                          | رمز برنامج الأمم المتحدة الإنمائي BAH             | المنظمة العالمية للأرصاد الجوية رمز البلد BN       | بادئة نداء الاتحاد الدولي للاتصالات A9A-A9Z                 |

## بنغلاديش
| أيزو 3166-1 رقمي 050                                         | أيزو 3166-1 حرفي-3 BGD                            | أيزو 3166-1 حرفي-2 BD                              | رمز مطار منظمة الطيران المدني الدولي بادئة(es) VG          |
| قائمة مفاتيح الهاتف لدول العالم +880                         | قائمة رموز بلدان اللجنة الأولمبية الدولية BAN     | النطاق الأعلى في ترميز الدولة .bd                  | منظمة الطيران المدني الدولي تسجيل الطائرات. بادئة (es) S2- |
| الهوية الدولية لمشترك الجوال رمز البلد في الهاتف المحمول 470 | قائمة رموز أعضاء حلف الناتو رمز من ثلاثة حروف BGD | قائمة رموز أعضاء حلف الناتو رمز من حرفين (قديم) BG | مكتبة الكونغرس مارك (نظام فهرسة) BG                        |
| أرقام الهوية البحرية 405                                     | قائمة رموز الاتحاد الدولي للاتصالات BGD           | رموز معايير معالجة المعلومات الفيدرالية BG         | رمز تسجيل المركبات الدولي BD                               |
| GTIN بادئة (es) —                                            | رمز برنامج الأمم المتحدة الإنمائي —               | المنظمة العالمية للأرصاد الجوية رمز البلد BW       | بادئة نداء الاتحاد الدولي للاتصالات S2A-S3Z                |

## باربادوس
| أيزو 3166-1 رقمي 052                                         | أيزو 3166-1 حرفي-3 BRB                            | أيزو 3166-1 حرفي-2 BB                              | رمز مطار منظمة الطيران المدني الدولي بادئة(es) TB          |
| قائمة مفاتيح الهاتف لدول العالم +1 246                       | قائمة رموز بلدان اللجنة الأولمبية الدولية BAR     | النطاق الأعلى في ترميز الدولة .bb                  | منظمة الطيران المدني الدولي تسجيل الطائرات. بادئة (es) 8P- |
| الهوية الدولية لمشترك الجوال رمز البلد في الهاتف المحمول 342 | قائمة رموز أعضاء حلف الناتو رمز من ثلاثة حروف BRB | قائمة رموز أعضاء حلف الناتو رمز من حرفين (قديم) BB | مكتبة الكونغرس مارك (نظام فهرسة) BB                        |
| أرقام الهوية البحرية 314                                     | قائمة رموز الاتحاد الدولي للاتصالات BRB           | رموز معايير معالجة المعلومات الفيدرالية BB         | رمز تسجيل المركبات الدولي BDS                              |
| GTIN بادئة (es) —                                            | رمز برنامج الأمم المتحدة الإنمائي BAR             | المنظمة العالمية للأرصاد الجوية رمز البلد BR       | بادئة نداء الاتحاد الدولي للاتصالات 8PA-8PZ                |

## بيلاروس
| أيزو 3166-1 رقمي 112                                         | أيزو 3166-1 حرفي-3 BLR                            | أيزو 3166-1 حرفي-2 BY                              | رمز مطار منظمة الطيران المدني الدولي بادئة(es) UM          |
| قائمة مفاتيح الهاتف لدول العالم +375                         | قائمة رموز بلدان اللجنة الأولمبية الدولية BLR     | النطاق الأعلى في ترميز الدولة .by                  | منظمة الطيران المدني الدولي تسجيل الطائرات. بادئة (es) EW- |
| الهوية الدولية لمشترك الجوال رمز البلد في الهاتف المحمول 257 | قائمة رموز أعضاء حلف الناتو رمز من ثلاثة حروف BLR | قائمة رموز أعضاء حلف الناتو رمز من حرفين (قديم) BO | مكتبة الكونغرس مارك (نظام فهرسة) BW                        |
| أرقام الهوية البحرية 206                                     | قائمة رموز الاتحاد الدولي للاتصالات BLR           | رموز معايير معالجة المعلومات الفيدرالية BO         | رمز تسجيل المركبات الدولي BY                               |
| GTIN بادئة (es) 481                                          | رمز برنامج الأمم المتحدة الإنمائي BYE             | المنظمة العالمية للأرصاد الجوية رمز البلد BY       | بادئة نداء الاتحاد الدولي للاتصالات EUA-EWZ                |

## بلجيكا
| أيزو 3166-1 رقمي 056                                         | أيزو 3166-1 حرفي-3 BEL                            | أيزو 3166-1 حرفي-2 BE                              | رمز مطار منظمة الطيران المدني الدولي بادئة(es) EB          |
| قائمة مفاتيح الهاتف لدول العالم +32                          | قائمة رموز بلدان اللجنة الأولمبية الدولية BEL     | النطاق الأعلى في ترميز الدولة .be                  | منظمة الطيران المدني الدولي تسجيل الطائرات. بادئة (es) OO- |
| الهوية الدولية لمشترك الجوال رمز البلد في الهاتف المحمول 206 | قائمة رموز أعضاء حلف الناتو رمز من ثلاثة حروف BEL | قائمة رموز أعضاء حلف الناتو رمز من حرفين (قديم) BE | مكتبة الكونغرس مارك (نظام فهرسة) BE                        |
| أرقام الهوية البحرية 205                                     | قائمة رموز الاتحاد الدولي للاتصالات BEL           | رموز معايير معالجة المعلومات الفيدرالية BE         | رمز تسجيل المركبات الدولي B                                |
| GTIN بادئة (es) 540-549                                      | رمز برنامج الأمم المتحدة الإنمائي BEL             | المنظمة العالمية للأرصاد الجوية رمز البلد BX       | بادئة نداء الاتحاد الدولي للاتصالات ONA-OTZ                |

## بليز
| أيزو 3166-1 رقمي 084                                         | أيزو 3166-1 حرفي-3 BLZ                            | أيزو 3166-1 حرفي-2 BZ                              | رمز مطار منظمة الطيران المدني الدولي بادئة(es) MZ          |
| قائمة مفاتيح الهاتف لدول العالم +501                         | قائمة رموز بلدان اللجنة الأولمبية الدولية BIZ     | النطاق الأعلى في ترميز الدولة .bz                  | منظمة الطيران المدني الدولي تسجيل الطائرات. بادئة (es) V3- |
| الهوية الدولية لمشترك الجوال رمز البلد في الهاتف المحمول 702 | قائمة رموز أعضاء حلف الناتو رمز من ثلاثة حروف BLZ | قائمة رموز أعضاء حلف الناتو رمز من حرفين (قديم) BH | مكتبة الكونغرس مارك (نظام فهرسة) BH                        |
| أرقام الهوية البحرية 312                                     | قائمة رموز الاتحاد الدولي للاتصالات BLZ           | رموز معايير معالجة المعلومات الفيدرالية BH         | رمز تسجيل المركبات الدولي BH                               |
| GTIN بادئة (es) —                                            | رمز برنامج الأمم المتحدة الإنمائي BZE             | المنظمة العالمية للأرصاد الجوية رمز البلد BH       | بادئة نداء الاتحاد الدولي للاتصالات V3A-V3Z                |

## بنين
| أيزو 3166-1 رقمي 204                                         | أيزو 3166-1 حرفي-3 BEN                            | أيزو 3166-1 حرفي-2 BJ                              | رمز مطار منظمة الطيران المدني الدولي بادئة(es) DB          |
| قائمة مفاتيح الهاتف لدول العالم +229                         | قائمة رموز بلدان اللجنة الأولمبية الدولية BEN     | النطاق الأعلى في ترميز الدولة .bj                  | منظمة الطيران المدني الدولي تسجيل الطائرات. بادئة (es) TY- |
| الهوية الدولية لمشترك الجوال رمز البلد في الهاتف المحمول 616 | قائمة رموز أعضاء حلف الناتو رمز من ثلاثة حروف BEN | قائمة رموز أعضاء حلف الناتو رمز من حرفين (قديم) BN | مكتبة الكونغرس مارك (نظام فهرسة) DM                        |
| أرقام الهوية البحرية 610                                     | قائمة رموز الاتحاد الدولي للاتصالات BEN           | رموز معايير معالجة المعلومات الفيدرالية BN         | رمز تسجيل المركبات الدولي DY                               |
| GTIN بادئة (es) —                                            | رمز برنامج الأمم المتحدة الإنمائي BEN             | المنظمة العالمية للأرصاد الجوية رمز البلد BJ       | بادئة نداء الاتحاد الدولي للاتصالات TYA-TYZ                |

## برمودا
| أيزو 3166-1 رقمي 060                                         | أيزو 3166-1 حرفي-3 BMU                            | أيزو 3166-1 حرفي-2 BM                              | رمز مطار منظمة الطيران المدني الدولي بادئة(es) TX            |
| قائمة مفاتيح الهاتف لدول العالم +1 441                       | قائمة رموز بلدان اللجنة الأولمبية الدولية BER     | النطاق الأعلى في ترميز الدولة .bm                  | منظمة الطيران المدني الدولي تسجيل الطائرات. بادئة (es) VR-B- |
| الهوية الدولية لمشترك الجوال رمز البلد في الهاتف المحمول 350 | قائمة رموز أعضاء حلف الناتو رمز من ثلاثة حروف BMU | قائمة رموز أعضاء حلف الناتو رمز من حرفين (قديم) BD | مكتبة الكونغرس مارك (نظام فهرسة) BM                          |
| أرقام الهوية البحرية 310                                     | قائمة رموز الاتحاد الدولي للاتصالات BER           | رموز معايير معالجة المعلومات الفيدرالية BD         | رمز تسجيل المركبات الدولي —                                  |
| GTIN بادئة (es) —                                            | رمز برنامج الأمم المتحدة الإنمائي BER             | المنظمة العالمية للأرصاد الجوية رمز البلد BE       | بادئة نداء الاتحاد الدولي للاتصالات —                        |

## بوتان
| أيزو 3166-1 رقمي 064                                         | أيزو 3166-1 حرفي-3 BTN                            | أيزو 3166-1 حرفي-2 BT                              | رمز مطار منظمة الطيران المدني الدولي بادئة(es) VQ          |
| قائمة مفاتيح الهاتف لدول العالم +975                         | قائمة رموز بلدان اللجنة الأولمبية الدولية BHU     | النطاق الأعلى في ترميز الدولة .bt                  | منظمة الطيران المدني الدولي تسجيل الطائرات. بادئة (es) A5- |
| الهوية الدولية لمشترك الجوال رمز البلد في الهاتف المحمول 402 | قائمة رموز أعضاء حلف الناتو رمز من ثلاثة حروف BTN | قائمة رموز أعضاء حلف الناتو رمز من حرفين (قديم) BT | مكتبة الكونغرس مارك (نظام فهرسة) BT                        |
| أرقام الهوية البحرية 410                                     | قائمة رموز الاتحاد الدولي للاتصالات BTN           | رموز معايير معالجة المعلومات الفيدرالية BT         | رمز تسجيل المركبات الدولي BHT (unofficial)                 |
| GTIN بادئة (es) —                                            | رمز برنامج الأمم المتحدة الإنمائي BHU             | المنظمة العالمية للأرصاد الجوية رمز البلد B2       | بادئة نداء الاتحاد الدولي للاتصالات A5A-A5Z                |

## بوليفيا
| أيزو 3166-1 رقمي 068                                         | أيزو 3166-1 حرفي-3 BOL                            | أيزو 3166-1 حرفي-2 BO                              | رمز مطار منظمة الطيران المدني الدولي بادئة(es) SL          |
| قائمة مفاتيح الهاتف لدول العالم +591                         | قائمة رموز بلدان اللجنة الأولمبية الدولية BOL     | النطاق الأعلى في ترميز الدولة .bo                  | منظمة الطيران المدني الدولي تسجيل الطائرات. بادئة (es) CP- |
| الهوية الدولية لمشترك الجوال رمز البلد في الهاتف المحمول 736 | قائمة رموز أعضاء حلف الناتو رمز من ثلاثة حروف BOL | قائمة رموز أعضاء حلف الناتو رمز من حرفين (قديم) BL | مكتبة الكونغرس مارك (نظام فهرسة) BO                        |
| أرقام الهوية البحرية 720                                     | قائمة رموز الاتحاد الدولي للاتصالات BOL           | رموز معايير معالجة المعلومات الفيدرالية BL         | رمز تسجيل المركبات الدولي BOL                              |
| GTIN بادئة (es) 777                                          | رمز برنامج الأمم المتحدة الإنمائي BOL             | المنظمة العالمية للأرصاد الجوية رمز البلد BO       | بادئة نداء الاتحاد الدولي للاتصالات CPA-CPZ                |

## البوسنة والهرسك
| أيزو 3166-1 رقمي 070                                         | أيزو 3166-1 حرفي-3 BIH                            | أيزو 3166-1 حرفي-2 BA                              | رمز مطار منظمة الطيران المدني الدولي بادئة(es) LQ          |
| قائمة مفاتيح الهاتف لدول العالم +387                         | قائمة رموز بلدان اللجنة الأولمبية الدولية BIH     | النطاق الأعلى في ترميز الدولة .ba                  | منظمة الطيران المدني الدولي تسجيل الطائرات. بادئة (es) T9- |
| الهوية الدولية لمشترك الجوال رمز البلد في الهاتف المحمول 218 | قائمة رموز أعضاء حلف الناتو رمز من ثلاثة حروف BIH | قائمة رموز أعضاء حلف الناتو رمز من حرفين (قديم) BK | مكتبة الكونغرس مارك (نظام فهرسة) BN                        |
| أرقام الهوية البحرية 478                                     | قائمة رموز الاتحاد الدولي للاتصالات BIH           | رموز معايير معالجة المعلومات الفيدرالية BK         | رمز تسجيل المركبات الدولي BIH                              |
| GTIN بادئة (es) 387                                          | رمز برنامج الأمم المتحدة الإنمائي BIH             | المنظمة العالمية للأرصاد الجوية رمز البلد BG       | بادئة نداء الاتحاد الدولي للاتصالات E7A-E7Z                |

## بوتسوانا
| أيزو 3166-1 رقمي 072                                         | أيزو 3166-1 حرفي-3 BWA                            | أيزو 3166-1 حرفي-2 BW                              | رمز مطار منظمة الطيران المدني الدولي بادئة(es) FB          |
| قائمة مفاتيح الهاتف لدول العالم +267                         | قائمة رموز بلدان اللجنة الأولمبية الدولية BOT     | النطاق الأعلى في ترميز الدولة .bw                  | منظمة الطيران المدني الدولي تسجيل الطائرات. بادئة (es) A2- |
| الهوية الدولية لمشترك الجوال رمز البلد في الهاتف المحمول 652 | قائمة رموز أعضاء حلف الناتو رمز من ثلاثة حروف BWA | قائمة رموز أعضاء حلف الناتو رمز من حرفين (قديم) BC | مكتبة الكونغرس مارك (نظام فهرسة) BS                        |
| أرقام الهوية البحرية 611                                     | قائمة رموز الاتحاد الدولي للاتصالات BOT           | رموز معايير معالجة المعلومات الفيدرالية BC         | رمز تسجيل المركبات الدولي BW                               |
| GTIN بادئة (es) —                                            | رمز برنامج الأمم المتحدة الإنمائي BOT             | المنظمة العالمية للأرصاد الجوية رمز البلد BC       | بادئة نداء الاتحاد الدولي للاتصالات 8OA-8OZ, A2A-A2Z       |

## جزيرة بوفيه
| أيزو 3166-1 رقمي 074                                         | أيزو 3166-1 حرفي-3 BVT                            | أيزو 3166-1 حرفي-2 BV                              | رمز مطار منظمة الطيران المدني الدولي بادئة(es) —           |
| قائمة مفاتيح الهاتف لدول العالم —                            | قائمة رموز بلدان اللجنة الأولمبية الدولية —       | النطاق الأعلى في ترميز الدولة .bv                  | منظمة الطيران المدني الدولي تسجيل الطائرات. بادئة (es) LN- |
| الهوية الدولية لمشترك الجوال رمز البلد في الهاتف المحمول 242 | قائمة رموز أعضاء حلف الناتو رمز من ثلاثة حروف BVT | قائمة رموز أعضاء حلف الناتو رمز من حرفين (قديم) BV | مكتبة الكونغرس مارك (نظام فهرسة) BV                        |
| أرقام الهوية البحرية —                                       | قائمة رموز الاتحاد الدولي للاتصالات BVT           | رموز معايير معالجة المعلومات الفيدرالية BV         | رمز تسجيل المركبات الدولي —                                |
| GTIN بادئة (es) —                                            | رمز برنامج الأمم المتحدة الإنمائي —               | المنظمة العالمية للأرصاد الجوية رمز البلد BV       | بادئة نداء الاتحاد الدولي للاتصالات —                      |

## البرازيل
| أيزو 3166-1 رقمي 076                                         | أيزو 3166-1 حرفي-3 BRA                            | أيزو 3166-1 حرفي-2 BR                              | رمز مطار منظمة الطيران المدني الدولي بادئة(es) SB, SD, SN, SS, SW         |
| قائمة مفاتيح الهاتف لدول العالم +55                          | قائمة رموز بلدان اللجنة الأولمبية الدولية BRA     | النطاق الأعلى في ترميز الدولة .br                  | منظمة الطيران المدني الدولي تسجيل الطائرات. بادئة (es) PP-, PR-, PT-, PU- |
| الهوية الدولية لمشترك الجوال رمز البلد في الهاتف المحمول 724 | قائمة رموز أعضاء حلف الناتو رمز من ثلاثة حروف BRA | قائمة رموز أعضاء حلف الناتو رمز من حرفين (قديم) BR | مكتبة الكونغرس مارك (نظام فهرسة) BL                                       |
| أرقام الهوية البحرية 710                                     | قائمة رموز الاتحاد الدولي للاتصالات B             | رموز معايير معالجة المعلومات الفيدرالية BR         | رمز تسجيل المركبات الدولي BR                                              |
| GTIN بادئة (es) 789-790                                      | رمز برنامج الأمم المتحدة الإنمائي BRA             | المنظمة العالمية للأرصاد الجوية رمز البلد BZ       | بادئة نداء الاتحاد الدولي للاتصالات PPA-PYZ, ZVA-ZZZ                      |

## إقليم المحيط الهندي البريطاني
| أيزو 3166-1 رقمي 086                                       | أيزو 3166-1 حرفي-3 IOT                            | أيزو 3166-1 حرفي-2 IO                              | رمز مطار منظمة الطيران المدني الدولي بادئة(es) FJ         |
| قائمة مفاتيح الهاتف لدول العالم +246                       | قائمة رموز بلدان اللجنة الأولمبية الدولية —       | النطاق الأعلى في ترميز الدولة .io                  | منظمة الطيران المدني الدولي تسجيل الطائرات. بادئة (es) G- |
| الهوية الدولية لمشترك الجوال رمز البلد في الهاتف المحمول — | قائمة رموز أعضاء حلف الناتو رمز من ثلاثة حروف IOT | قائمة رموز أعضاء حلف الناتو رمز من حرفين (قديم) IO | مكتبة الكونغرس مارك (نظام فهرسة) BI                       |
| أرقام الهوية البحرية —                                     | قائمة رموز الاتحاد الدولي للاتصالات BIO           | رموز معايير معالجة المعلومات الفيدرالية IO         | رمز تسجيل المركبات الدولي —                               |
| GTIN بادئة (es) —                                          | رمز برنامج الأمم المتحدة الإنمائي —               | المنظمة العالمية للأرصاد الجوية رمز البلد BT       | بادئة نداء الاتحاد الدولي للاتصالات —                     |

## بروناي
| أيزو 3166-1 رقمي 096                                         | أيزو 3166-1 حرفي-3 BRN                            | أيزو 3166-1 حرفي-2 BN                              | رمز مطار منظمة الطيران المدني الدولي بادئة(es) WB          |
| قائمة مفاتيح الهاتف لدول العالم +673                         | قائمة رموز بلدان اللجنة الأولمبية الدولية BRU     | النطاق الأعلى في ترميز الدولة .bn                  | منظمة الطيران المدني الدولي تسجيل الطائرات. بادئة (es) V8- |
| الهوية الدولية لمشترك الجوال رمز البلد في الهاتف المحمول 528 | قائمة رموز أعضاء حلف الناتو رمز من ثلاثة حروف BRN | قائمة رموز أعضاء حلف الناتو رمز من حرفين (قديم) BX | مكتبة الكونغرس مارك (نظام فهرسة) BX                        |
| أرقام الهوية البحرية 508                                     | قائمة رموز الاتحاد الدولي للاتصالات BRU           | رموز معايير معالجة المعلومات الفيدرالية BX         | رمز تسجيل المركبات الدولي BRU                              |
| GTIN بادئة (es) 623                                          | رمز برنامج الأمم المتحدة الإنمائي BRU             | المنظمة العالمية للأرصاد الجوية رمز البلد BD       | بادئة نداء الاتحاد الدولي للاتصالات V8A-V8Z                |

## بلغاريا
| أيزو 3166-1 رقمي 100                                         | أيزو 3166-1 حرفي-3 BGR                            | أيزو 3166-1 حرفي-2 BG                              | رمز مطار منظمة الطيران المدني الدولي بادئة(es) LB          |
| قائمة مفاتيح الهاتف لدول العالم +359                         | قائمة رموز بلدان اللجنة الأولمبية الدولية BUL     | النطاق الأعلى في ترميز الدولة .bg                  | منظمة الطيران المدني الدولي تسجيل الطائرات. بادئة (es) LZ- |
| الهوية الدولية لمشترك الجوال رمز البلد في الهاتف المحمول 284 | قائمة رموز أعضاء حلف الناتو رمز من ثلاثة حروف BGR | قائمة رموز أعضاء حلف الناتو رمز من حرفين (قديم) BU | مكتبة الكونغرس مارك (نظام فهرسة) BU                        |
| أرقام الهوية البحرية 207                                     | قائمة رموز الاتحاد الدولي للاتصالات BUL           | رموز معايير معالجة المعلومات الفيدرالية BU         | رمز تسجيل المركبات الدولي BG                               |
| GTIN بادئة (es) 380                                          | رمز برنامج الأمم المتحدة الإنمائي BUL             | المنظمة العالمية للأرصاد الجوية رمز البلد BU       | بادئة نداء الاتحاد الدولي للاتصالات LZA-LZZ                |

## بوركينا فاسو
| أيزو 3166-1 رقمي 854                                         | أيزو 3166-1 حرفي-3 BFA                            | أيزو 3166-1 حرفي-2 BF                              | رمز مطار منظمة الطيران المدني الدولي بادئة(es) DF          |
| قائمة مفاتيح الهاتف لدول العالم +226                         | قائمة رموز بلدان اللجنة الأولمبية الدولية BUR     | النطاق الأعلى في ترميز الدولة .bf                  | منظمة الطيران المدني الدولي تسجيل الطائرات. بادئة (es) XT- |
| الهوية الدولية لمشترك الجوال رمز البلد في الهاتف المحمول 613 | قائمة رموز أعضاء حلف الناتو رمز من ثلاثة حروف BFA | قائمة رموز أعضاء حلف الناتو رمز من حرفين (قديم) UV | مكتبة الكونغرس مارك (نظام فهرسة) UV                        |
| أرقام الهوية البحرية 633                                     | قائمة رموز الاتحاد الدولي للاتصالات BFA           | رموز معايير معالجة المعلومات الفيدرالية UV         | رمز تسجيل المركبات الدولي BF                               |
| GTIN بادئة (es) —                                            | رمز برنامج الأمم المتحدة الإنمائي BKF             | المنظمة العالمية للأرصاد الجوية رمز البلد HV       | بادئة نداء الاتحاد الدولي للاتصالات XTA-XTZ                |

## ميانمار
| أيزو 3166-1 رقمي 104                                         | أيزو 3166-1 حرفي-3 MMR                            | أيزو 3166-1 حرفي-2 MM                              | رمز مطار منظمة الطيران المدني الدولي بادئة(es) VB, VY           |
| قائمة مفاتيح الهاتف لدول العالم +95                          | قائمة رموز بلدان اللجنة الأولمبية الدولية MYA     | النطاق الأعلى في ترميز الدولة .mm                  | منظمة الطيران المدني الدولي تسجيل الطائرات. بادئة (es) XY-, XZ- |
| الهوية الدولية لمشترك الجوال رمز البلد في الهاتف المحمول 414 | قائمة رموز أعضاء حلف الناتو رمز من ثلاثة حروف MMR | قائمة رموز أعضاء حلف الناتو رمز من حرفين (قديم) BM | مكتبة الكونغرس مارك (نظام فهرسة) BR                             |
| أرقام الهوية البحرية 506                                     | قائمة رموز الاتحاد الدولي للاتصالات BRM           | رموز معايير معالجة المعلومات الفيدرالية BM         | رمز تسجيل المركبات الدولي BUR                                   |
| GTIN بادئة (es) —                                            | رمز برنامج الأمم المتحدة الإنمائي MYA             | المنظمة العالمية للأرصاد الجوية رمز البلد BM       | بادئة نداء الاتحاد الدولي للاتصالات XYA-XZZ                     |

## بوروندي
| أيزو 3166-1 رقمي 108                                         | أيزو 3166-1 حرفي-3 BDI                            | أيزو 3166-1 حرفي-2 BI                              | رمز مطار منظمة الطيران المدني الدولي بادئة(es) HB          |
| قائمة مفاتيح الهاتف لدول العالم +257                         | قائمة رموز بلدان اللجنة الأولمبية الدولية BDI     | النطاق الأعلى في ترميز الدولة .bi                  | منظمة الطيران المدني الدولي تسجيل الطائرات. بادئة (es) 9U- |
| الهوية الدولية لمشترك الجوال رمز البلد في الهاتف المحمول 642 | قائمة رموز أعضاء حلف الناتو رمز من ثلاثة حروف BDI | قائمة رموز أعضاء حلف الناتو رمز من حرفين (قديم) BY | مكتبة الكونغرس مارك (نظام فهرسة) BD                        |
| أرقام الهوية البحرية 609                                     | قائمة رموز الاتحاد الدولي للاتصالات BDI           | رموز معايير معالجة المعلومات الفيدرالية BY         | رمز تسجيل المركبات الدولي RU                               |
| GTIN بادئة (es) —                                            | رمز برنامج الأمم المتحدة الإنمائي BDI             | المنظمة العالمية للأرصاد الجوية رمز البلد BI       | بادئة نداء الاتحاد الدولي للاتصالات 9UA-9UZ                |